# Secure Electronic Transaction

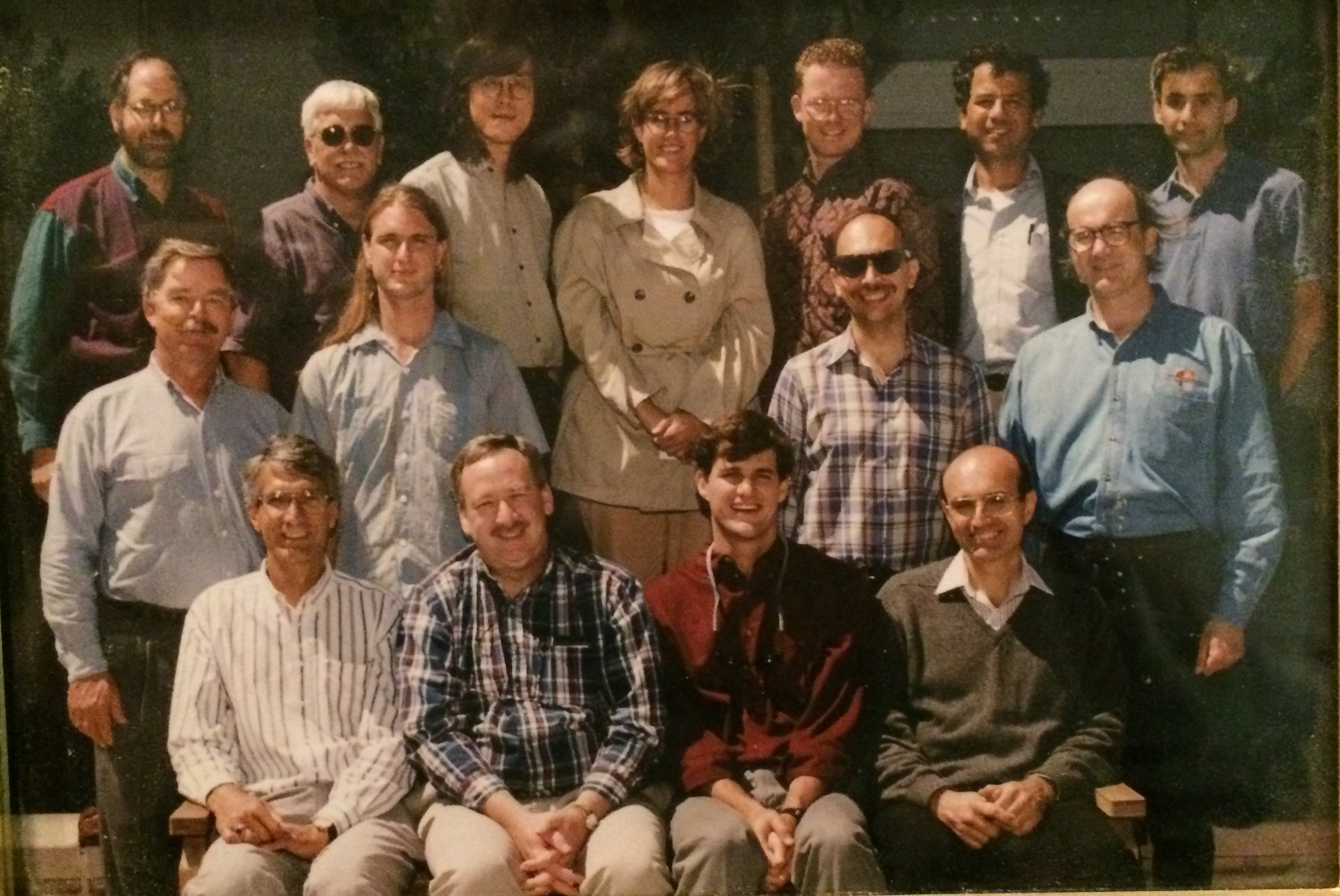
Команда дизайнеров SET в офисе Visa International в Фостер-Сити, Калифорния, июль 1996 г.

Secure Electronic Transaction (SET, Безопасные электронные транзакции) — это стандартизированный протокол для проведения операций по кредитной/банковской карте через небезопасные сети (например Интернет). SET это не сама платежная система, а набор правил и протоколов безопасности (цифровых сертификатов, криптографических технологий) для аутентификации осуществляемых транзакций. Это позволяет пользователям безопасно использовать кредитные/банковские карты в открытой сети. Однако, SET не обрела популярности. VISA теперь продвигает XML-протокол 3-D Secure.

## История и развитие
SET был разработан консорциумом SET в 1966 компаниями Visa и Mastercard, при поддержке GTE, IBM, Microsoft, Netscape, SAIC, Terisa Systems, RSA, и VeriSign. Цель консорциума заключалась в объеденении схожих, но несовместимых протоколов карточных ассоциаций (STT от Visa и SEPP от Mastercard) в единый стандарт.
SET позволил сторонам идентифицировать себя друг с другом и безопасно обмениваться информацией. Привязка удостоверений основывалась на сертификатах X.509 с несколькими расширениями. SET использовал алгоритм криптографического шифрования, который позволял продавцам заменять сертификатом номер кредитной карты пользователя. При использовании SET, продавцу не нужно знать номера кредитных карт клиентов. Это обеспечивает безопасный платеж для магазина, и при этом защищает клиентов и кредитные компании от мошенничества.

## Ключевые особенности
- Конфиденциальность информации
- Целостность данных
- Аутентификация учетной записи владельца карты
- Аутентификация продавца

## Участники
В систему SET входят следующие участники:
- Владелец карты
- Торговец
- Эмитент
- Эквайрер
- Платежный шлюз
- Удостоверяющий центр